# 三星Galaxy M31
三星Galaxy M31是韩国三星电子在2020年2月发布的智能手机。手机运行Android 10作業系統，以及搭载了三星猎户座9611芯片。

## 配置

### 设计
三星Galaxy M31采用塑料一体化设计，具有光泽渐变效果。右侧框架上有电源按钮和音量按钮，左侧有SIM卡/ microSD卡托盘，底部配有3.5毫米耳机插孔、USB-C端口、麦克风和扬声器。背面则配备了后置摄像头组合和LED闪光灯，同时还配有电容式指纹识别器。
这款手机配备了一块6.4英寸的Infinity-U显示屏，前置摄像头的U型缺口设计，并且底部有较大的边框。  
其尺寸为159.2毫米×75.1毫米×8.9毫米，重量为191克。提供海洋蓝、太空黑和红色三种颜色。

### 硬件
Galaxy M31的屏幕为6.4英寸的Super AMOLED显示屏，分辨率为1080×2340像素，刷新率为60Hz，19.5:9的长宽比和约403ppi的像素密度。手机搭载Exynos 9611处理器，包含八核（4个2.3 GHz Cortex-A73和4个1.7 GHz Cortex-A53）CPU以及ARM Mali-G72 MP3 GPU。  
它提供6GB或8GB的RAM，存储选择为64GB或128GB。内置6000毫安时的不可拆卸鋰離子聚合物電池，支持15W快充。

### 摄像头
Galaxy M31配备了四摄组合：主摄像头为64MP，另外有8MP的广角镜头、5MP的微距镜头和5MP的景深传感器。前置摄像头为32MP。主摄像头和前置摄像头均支持4K视频录制，帧率为30fps。

### 软件
Galaxy M31预装了Android 10操作系统和One UI 2界面。此后它先后收到了One UI 2.1和One UI 2.5的更新。随着时间的推移，M31获得了Android 11系统更新，并在2021年1月19日开始收到One UI 3界面更新。2021年3月，它又收到了One UI 3.1更新。2022年4月，Galaxy M31开始接收Android 12和One UI 4.1的更新。